# Jan van Armagnac-Nemours
Jan van Armagnac-Nemours (circa 1467 - 1500) was van 1484 tot aan zijn dood graaf van Pardiac en hertog van Nemours. Hij behoorde tot het huis Lomagne.

## Levensloop
Jan was de tweede zoon van Jacob van Armagnac, hertog van Nemours en graaf van La Marche, en Louise van Anjou, dochter van graaf Karel IV van Maine.
In 1477 werd zijn vader wegens hoogverraad gearresteerd en onthoofd. Ook werden diens gebieden geconfisqueerd. Jan en zijn jongere broer Lodewijk werden na de executie van hun vader door koning Lodewijk XI van Frankrijk opgesloten in de Bastille, waar ze regelmatig slecht behandeld werden. Als gevolg daarvan werd Jan krankzinnig.
Na de dood van Lodewijk XI en de troonbestijging van koning Karel VIII in 1483, werden Jan en Lodewijk terug vrijgelaten. In 1484 kreeg Jan van Karel VIII het hertogdom Nemours en het graafschap Pardiac toegewezen. De krankzinnige Jan leidde een spilzuchtig leven. Zijn broer Lodewijk en zijn zussen moesten juridische acties ondernemen om te verhinderen dat Jan delen van zijn domeinen zou verkopen om zijn schulden af te betalen. In 1489 verkocht hij uiteindelijk de burggraafschappen Carlat en Murat aan Peter II van Bourbon, in ruil voor het graafschap L'Isle-Jourdain.
In 1492 huwde Jan met Yolande de La Haye (overleden in 1517), maar het huwelijk bleef kinderloos. In 1500 overleed hij, waarna hij als hertog van Nemours opgevolgd werd door zijn jongere broer Lodewijk.